# Camillo de Simeoni
Camillo de Simeoni (Benevento, 13 dicembre 1737 – Sutri, 2 gennaio 1818) è stato un cardinale e vescovo cattolico italiano.

## Biografia
Nacque a Benevento il 13 dicembre 1737.
Il 16 dicembre 1782 fu eletto vescovo di Nepi e Sutri.
Durante il periodo napoleonico rifiutò di sottoscrivere il giuramento e fu di conseguenza imprigionato e deportato, mentre le sue diocesi furono soppresse e aggregate alle diocesi di Civita Castellana e Orte. A Nepi un'insurrezione antifrancese fu repressa nel 1798 dall'incendio della città e dal saccheggio della cattedrale e del palazzo vescovile.
Papa Pio VII lo elevò al rango di cardinale nel concistoro del 22 luglio 1816.
Morì il 2 gennaio 1818 all'età di 80 anni.

## Genealogia episcopale
La genealogia episcopale è:
- Cardinale Scipione Rebiba
- Cardinale Giulio Antonio Santori
- Cardinale Girolamo Bernerio, O.P.
- Arcivescovo Galeazzo Sanvitale
- Cardinale Ludovico Ludovisi
- Cardinale Luigi Caetani
- Cardinale Ulderico Carpegna
- Cardinale Paluzzo Paluzzi Altieri degli Albertoni
- Papa Benedetto XIII
- Papa Benedetto XIV
- Papa Clemente XIII
- Cardinale Enrico Benedetto Stuart
- Cardinale Paolo Francesco Antamori
- Cardinale Camillo de Simeoni